# Fort d'Évegnée
Le fort d'Évegnée est un des 12 forts composant la position fortifiée de Liège à la fin du XIXe siècle en Belgique.
Il fut construit entre 1888 et 1892 selon les plans du général Brialmont. Contrairement aux forts français construits durant la même période par Raymond Séré de Rivières, il fut entièrement construit avec du béton non-renforcé, nouveau matériau pour l'époque, plutôt qu'en maçonnerie. Le fort fut lourdement bombardé lors de la Première Guerre mondiale durant la bataille de Liège ainsi qu'au début de la Seconde Guerre mondiale. Il est actuellement utilisé par une société privée comme site industriel pour l'essai de propulsion de roquettes.

## Description
Le fort est situé à environ 9 kilomètres à l'est du centre de Liège à proximité du village d'Évegnée. Avec le fort de Fléron, il protège la plaine de Hesbaye, la voie ferrée provenant d'Aix-la-Chapelle et la route d'Herve.
Le fort a la forme d'un triangle isocèle, dont la base mesure 200 m et dont les côtés font 225 m. Un fossé de 6 m de profondeur et de 8 m de large entoure le fort. L'armement principal est concentré dans le massif central. Les fossés étaient défendus en enfilade par des canons à tir rapide de 57 mm disposés dans les coffres de contrescarpe.
Le fort est un des plus petits forts liégeois.
Mis à part le fort de Loncin, les forts belges possédaient peu de provisions pour subvenir à l'intendance quotidienne d'une garnison en temps de guerre. De plus les latrines, douches, cuisine, morgue se trouvaient dans la contrescarpe, une position intenable au combat. Cela aura d'importantes conséquences sur la capacité des forts à soutenir un assaut se prolongeant. La zone de service était placée directement en face des baraquements, qui s'ouvraient sur le fossé à l'arrière du fort (en direction de Liège), avec une protection moindre que les deux fossés latéraux. L'arrière des forts Brialmont était plus légèrement défendu pour faciliter une recapture par les forces armées belges. On trouvait aussi sur ce côté les baraquements et les communs, le fossé arrière permettant l'éclairage naturel et la ventilation. Au combat, les tirs d'artillerie rendaient le fossé intenable et les Allemands ayant pu passer entre les forts pouvaient les attaquer par l'arrière.
Les forts conçus par Brialmont étaient prévus pour supporter un bombardement de canons de 21 cm, calibre le plus puissant à l'époque de sa conception. Le sommet du massif central était formé de 4 mètres de béton non armé alors que les parois, jugées moins exposées de 1,5 mètre de béton.

## Armement
À l'origine, l'armement du fort d'Évegnée incluait pour les cibles à distance une tourelle Grüsonwerke avec un obusier Krupp de 21 cm, une tourelle Creusot avec 2 canons de 15 cm et deux tourelles Châtillon-Commentry comportant 1 canon Krupp 12 cm. Pour la défense rapprochée, il possédait 3 tourelles Grüsonwerke éclipsables avec un canon de 57 mm. Il y avait aussi sur le fort une tourelle d'observation équipée d'un projecteur. 6 canons de 57 mm à tir rapide équipaient les casemates protégeant les fossés et la poterne
L'artillerie lourde du fort était composée de canons allemands de marque Krupp alors que les tourelles provenaient de diverses origines. La communication entre les forts voisins de Barchon et de Fléron pouvait se faire au moyen de signaux lumineux. Les canons utilisaient de la poudre noire ce qui produisait des gaz asphyxiant se propageant dans les espaces confinés du fort.

## Première Guerre mondiale

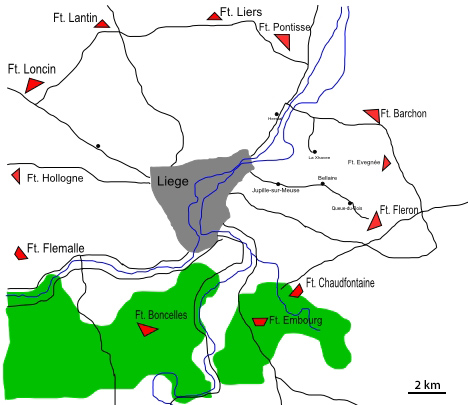
Les forts de Liège

Liège fut attaquée le 6 août 1914 et les intervalles autour d'Évegnée furent le témoin de scènes de combats parmi les plus intenses. Les forts de Liège opposant une résistance inattendue aux allemands, ceux-ci amenèrent une artillerie lourde de siège avec une puissance de feu supérieure à ce que les forts pouvaient résister. Évegnée fut un des premiers forts à subir les bombardements de canons de 42 cm,. Il résista du 10 au 11 août 1914. Il se rendit à 15 h 30, ayant perdu toutes ses capacités de résistances,.
Durant l'occupation, les Allemands améliorent le fort en 1915 et 1916.

## Position fortifiée de Liège
L'armement du fort d'Évegnée fut amélioré dans les années 1930 dans le cadre de la création de la position fortifié de Liège II qui était prévue pour dissuader une éventuelle incursion allemande à partir de la frontière belge. L'armement fut actualisé avec de nouveaux canons et une batterie anti-aérienne. Cela fut accompagné d'amélioration de la ventilation, de la protection, des sanitaires, des moyens de communication et de l'installation de l'électricité. Un abri d'infanterie avec une cloche possédant un fusil automatique fut construit ainsi qu'une tour d'aération à distance du fort qui y était reliée par un tunnel. Cette tour d'aération existe toujours en bon état.

## Seconde Guerre mondiale
Le commandant du fort est alors le capitaine-commandant Vanderhaegen. Le fort est attaqué par les Allemands le 16 mai 1940 et se rend le 19 mai à 16 h.

## Actuellement
Le fort d'Évegnée est la propriété des Forges de Zeebrugge (devenu Thales en 2017) depuis 1971 qui l'utilise pour le dépôt et l'essai de roquettes. Il n'est pas ouvert au public. Son équipement militaire fut retiré avant sa reconversion,.